# Александар Головин
Александар Сергејевич Головин (рус. Александр Сергеевич Головин; Калтан, 30. мај 1996) професионални је руски фудбалер који игра на позицијама централног везног и тренутно наступа за Монако. Од почетка професионалне каријере коју је започео 2015. играо је у редовима московског ЦСКА са којим је освојио титулу првака руске Премијер лиге у сезони 2015/16. Такође је и стандардни репрезентативац Русије од 2017. године.
Европски је првак из 2013. са репрезентацијом Русије за играче до 17 година старости.

## Клупска каријера
Александар Головин је рођен у Калтану, градићу у Кемеровској области Сибира где је, још као шестогодишњи дечак, и почео да тренира фудбал у локалној спортској школи. У октобру 2012, као шеснаестогодишњи тинејџер, прелази у редове московског ЦСКА за чији први тим је дебитовао 24. септембра 2014. у утакмици шеснаестине финала руског купа против Химика из Дзержинска.
Први меч у руској Премијер лиги одиграо је 14. марта 2015, пошто је у утакмицу против Мордовије из Саранска ушао као замена у 72. минуту. Дебитантску сезону у професионалној каријери окончао је са десет одиграних утакмица у дресу ЦСКА. Већ наредне сезоне имао је стандарднију улогу у тиму, а 5. августа 2015. дебитовао је и у Лиги шампиона на утакмици против прашке Спарте (ушао као замена за Дзагојева пред сам крај меча). Први гол за ЦСКА постигао је 9. априла 2016. на утакмици против Мордовије. Сезону 2015/16. коју је ЦСКА окончао титулом првака Русије, Головин је завршио са 17 одиграних првенствених утакмица и једним постигнутим поготком. Потом је за Головина био заинтересован и лондонски Арсенал који је за његов долазак понудио 8 милиона фунти, али на крају трансфер ипак није реализован.
У наредне две сезоне Головин је постао стандардни првотимац ЦСКА, одигравши готово све првенствене утакмице за клуб као стартер. У утакмици 1/8 финала Лиге Европе против француског Лиона (одигране 15. марта 2018) постигао је свој први гол у европским такмичењима, а сезону 2017/18. је окончао на списку најбољих младих играча Уефине Лиге Европе.

## Репрезентативна каријера
Прва утакмица коју је одиграо за „Зборнају” био је квалификациони меч за Европско првенство за играче до 17 година против Словеније, одигран 23. марта 2013. године. На завршном турниру првенства Европе одиграо је све утакмице, а Русија је на том такмичењу постала првак Европе. Исте године са репрезентацијом је играо и на светском првенству где је постигао и један погодак на утакмици против Венецуеле. Касније је наступао и за репрезентативне селекције до 19 и до 21 године.
У дресу сениорске репрезентације дебитовао је у пријатељској утакмици против Белорусије играној 7. јуна 2015, где је ушао у игру као замена за Романа Широкова у другом полувремену, и већ на старту постигао и први дресу у националном тиму. Био је део националног тима и на Европском првенству 2016. и Купу конфедерација 2017, а на оба такмичења је одиграо све утакмице групне фазе.
Селектор Станислав Черчесов је 3. јуна 2018. уврстио Головина и на коначни списак репрезентативаца за Светско првенство 2018. чији домаћин је била управо Русија. Головин је одиграо једну од кључних улога у премијерној победи руског тима на отварању светског првенства против Саудијске Арабије, пошто је одиграо две асистенције и постигао последњи погодак на мечу у победи од 5:0.

### Списак репрезентативних наступа
Ажурирано 15. јуна 2018.
| Списак такмичарских утакмица у дресу репрезентације Русије | Списак такмичарских утакмица у дресу репрезентације Русије | Списак такмичарских утакмица у дресу репрезентације Русије | Списак такмичарских утакмица у дресу репрезентације Русије | Списак такмичарских утакмица у дресу репрезентације Русије | Списак такмичарских утакмица у дресу репрезентације Русије | Списак такмичарских утакмица у дресу репрезентације Русије |
| №                                                          | Датум                                                      | Противник                                                  | Резултат                                                   | Голови                                                     | Тип утакмице                                               |                                                            |
| ---------------------------------------------------------- | ---------------------------------------------------------- | ---------------------------------------------------------- | ---------------------------------------------------------- | ---------------------------------------------------------- | ---------------------------------------------------------- | ---------------------------------------------------------- |
| 6                                                          | 11. јун 2016.                                              | Енглеска                                                   | 1:1                                                        | —                                                          | Европско првенство 2016.                                   |                                                            |
| 7                                                          | 15. јун 2016.                                              | Словачка                                                   | 1:2                                                        | —                                                          | Европско првенство 2016.                                   |                                                            |
| 8                                                          | 20. јун 2016.                                              | Велс                                                       | 0:3                                                        | —                                                          | Европско првенство 2016.                                   |                                                            |
| 13                                                         | 17. јун 2017.                                              | Нови Зеланд                                                | 2:0                                                        | —                                                          | Куп конфедерација 2017.                                    |                                                            |
| 14                                                         | 21. јун 2017.                                              | Португалија                                                | 0:1                                                        | —                                                          | Куп конфедерација 2017.                                    |                                                            |
| 15                                                         | 24. јун 2017.                                              | Мексико                                                    | 1:2                                                        | —                                                          | Куп конфедерација 2017.                                    |                                                            |
| 20                                                         | 14. јун 2018.                                              | Саудијска Арабија                                          | 5:0                                                        | 1                                                          | Светско првенство 2018.                                    |                                                            |